# Darázsi
Darázsi (szlovákul: Drážovce, németül: Draschowitz) község  Szlovákiában, a Besztercebányai kerületben, a Korponai járásban.

## Fekvése
Korponától 19 km-re délnyugatra, egy mély patakvölgyben fekszik.

## Története
1135-ben Dras alakban említik először. Királyi udvarnokok lakóhelye, részben a honti váruradalom része. Birtokosai a Darázsi, Dalmady, Rakovszky, Sembery, Jeszenszky és Somogyi családok voltak.
Vályi András szerint "DARÁZSI. Drasucze. Tót falu Hont Vármegyében, földes Urai Jeszenszky, és más Urak, lakosai katolikusok, fekszik Felső Sipeknek szomszédságában, mellynek filiája, Báttól egy mértföldnyire, ámbár legelője elég, szőlő hegye alkalmatos; de mivel alkalmatlan úttyai vagynak, ’s a’ szénában szükséget szenvednek, földgyeit pedig a’ sebes záporok gyakran szagattyák, melly miatt nehezen miveltetik, fája nintsen, ’s szőleiben gyenge borok teremnek, ’s meghaladvan javait fogyatkozások, a’ harmadik Osztályba tétettetett."
Fényes Elek szerint "Darázsi, (Draschovicz), Hont m. tót falu, Szebelébhez 3/4 mfd., 35 kath., 159 evang. lak. Evang. templom. F. u. többen. Ut. p. Szántó."
A trianoni békeszerződésig Hont vármegye Korponai járásához tartozott.

## Népessége
| Év:            | 1994. | 2004.   | 2014.    | 2024.    |
| -------------- | ----- | ------- | -------- | -------- |
| Emberek száma: | 127   | 120     | 145      | 117      |
| Eltérés:       |       | -5,51 % | +20,83 % | -19,31 % |

| Év:            | 2023. | 2024. |
| -------------- | ----- | ----- |
| Emberek száma: | 117   | 117   |
| Eltérés:       |       | +0 %  |

1910-ben 186, túlnyomórészt szlovák lakosa volt.
2001-ben 132 lakosából 130 szlovák volt.
2011-ben 147 lakosából 146 szlovák.

## Nevezetességei
- Evangélikus temploma 1843-ban épült klasszicista stílusban.
- A falu fa haranglába 18. századi.